# Limbach, Vogtland
Limbach là một đô thị thuộc huyện Vogtland, bang Sachsen, Đức. Đô thị Limbach, Vogtland có diện tích 14,16 km², dân số thời điểm ngày 31 tháng 12 năm 2006 là 1579 người.